# Kłodawa
Kłodawa là một thị trấn thuộc huyện Kolski, tỉnh Wielkopolskie ở trung-tây Ba Lan. Thị trấn có diện tích 4 km². Đến ngày 1 tháng 1 năm 2011, dân số của thị trấn là 6707 người và mật độ 1556 người/km².